# جوهانس إريكسن
جوهانس إريكسن هو مصارع هاوي دنماركي، ولد في 12 يونيو 1889 في فريدريكسبرغ في الدنمارك، وتوفي بنفس المكان في 25 يونيو 1963.

## وصلات خارجية
- جوهانس إريكسن على موقع قاعدة بيانات المصارعة الدولية (الإنجليزية)
- جوهانس إريكسن على موقع أوليمبيديا (الإنجليزية)